# Síndrome del verdadero creyente
El síndrome del verdadero creyente, síndrome del creyente convencido o síndrome del ferviente creyente (original en inglés: True-believer syndrome) es un término informal o retórico utilizado por el espiritista M. Lamar Keene en su libro de 1976 La mafia psíquica. Keene utiliza el término para referirse a las personas que siguen creyendo en algún fenómeno paranormal, incluso después de haberse demostrado su carácter fraudulento. Keene considera que es un trastorno cognitivo y puede considerarse un factor clave en el éxito de muchos dotados psíquicos (médiums), curanderos, canalizadores o televangelistas.
El término True Believer fue utilizado anteriormente por Eric Hoffer en su libro de 1951 The True Believer para describir las raíces psicológicas de los grupos fanáticos.